# 미어샤이트의 법칙

사민당 득표율과 조강 생산량의 관계

미어샤이트의 법칙(독일어: Mierscheid-Gesetz, 영어: Mierscheid law)은 독일 사회민주당(SPD)의 기관지 《전진》(Vorwärts)에 같은 당 소속의 가상의 국회의원인 야코프 마리아 미어샤이트(Jakob Maria Mierscheid)가 1983년 7월 14일에 발표한 선거 예측 방법이다.
법칙의 내용은 "사민당의 득표율(%)은 선거 당해 연도 서독 지역의 조강(粗鋼) 생산량(백만 톤 단위)과 같다."이다. 2002년 독일 총선거에서는 이 법칙이 거의 정확하게 맞아떨어졌다. 2002년 옛 서독 지역 조강 생산량은 38.6백만 톤이었고, 2002년 독일 연방의회 선거에서 득표율은 38.5%였다.
또한 그 전 선거들에서도 법칙에 부합하는 결과가 나왔었다. 헬무트 콜 정부 시절에 조강 생산량이 아주 낮은 편이었고 사민당의 득표도 상당히 낮았었다. 1998년 처음으로 서독 지역의 조강 생산이 38.45백만 톤으로 늘어났고, 사민당은 그 해 선거에서 득표율 40.9%를 기록하면서 승리했다.
이 법칙은 방법론적으로 많은 논쟁을 일으키고 있지만 2005년 전까지 실증적으로 반박되지 못했었다. 2005년 투표 결과는 이 법칙과 4~5%가량 차이를 보였다.

## 같이 보기
- 상관분석
- 상관은 인과를 나타내지 않는다